# .nz
.nz és el domini de primer nivell territorial (ccTLD) de Nova Zelanda. L'administra l'entitat InternetNZ mitjançant una empresa filial, NZ Registry Services, amb la supervisió i la resolució de disputes gestionades per la Domain Name Commission Ltd. Els registres els processen registradors autoritzats. El març de 2011 hi havia 433.183 dominis .nz registrats.

## Història
Igual que molts registres de domini antics, aquest registre es va mantenir de manera informal durant un cert temps. La primera organització administrativa reconeguda formalment va ser la Universitat de Waikato, fins que se li va delegar la responsabilitat a InternetNZ quan es va fundar el 1995.
Abans d'adoptar-se l'estructura actual, l'operador del registre .nz era l'empresa Domainz. Històricament, Domainz era una filial d'InternetNZ, que també feia de registrador i donava altres serveis com DNS. Aquesta combinació de monopoli natural (l'activitat del registre) i integració vertical (el registre i els altres serveis) es va criticar per restringir la competència i InternetNZ va decidir separar els serveis de registres cap a una organització separada, controlada estretament. La part final d'aquesta transició fou la venda de Domainz a Melbourne IT l'agost de 2003.

## Dominis de segon nivell
El domini està estructurat de manera que hi ha un nombre limitat de dominis de segon nivell que identifiquen si el nom és d'una empresa, una organització no comercial, una branca del govern, o alguna altra classificació.
Al contrari d'altres països de parla anglesa, Nova Zelanda utilitza 'govt' en comptes de 'gov' per als dominis del govern, amb 'govt.nz'. També hi ha alguns dominis inferiors exclusius de Nova Zelanda, com 'iwi.nz' i el més ampli 'maori.nz', per als iwi māoris i d'altres organitzacions, respectivament, i també 'geek.nz' per als geeks.
A continuació es donen els dominis de segon nivell, amb les seves descripcions oficials.

### No moderats
- .ac.nz—Institucions educatives terciàries, i organitzacions que hi estan relacionades
- .co.nz—Organitzacions amb objectius i propòsits comercials
- .geek.nz – Per a persones amb capacitat de concentració, habilitat tècnica i imaginatives que són traçuts amb els ordinadors
- .gen.nz – Individus i altres organitzacions que no corresponen a les altres categories
- .kiwi.nz – Per a persones o organitzacions que s'associen amb ser 'Kiwi', el terme col·loquial per als neozelandesos[4][5]
- .maori.nz – Persones, grups i organitzacions māoris
- .net.nz – Organitzacions i proveïdors de servei relacionats directament amb la Internet de Nova Zelanda
- .org.nz – Organitzacions sense ànim de lucre
- .school.nz – Escoles de primària, secundària i preescolar, i organitzacions relacionades

### Moderats
- .cri.nz – Crown Research Institutes.
- .govt.nz – Organitzacions del govern nacional, regional i local, que funcionen amb poders estatutaris. El registre només es pot fer mitjançant el registrador del govern, DNS.govt.nz, i hi ha un portal de govern a www.govt.nz
- .iwi.nz – Una tribu tradicional māori, hapu, o grup taurahere. Disponible a register.iwi.nz Arxivat 2011-07-24 a Wayback Machine..
- .parliament.nz – Reservat per les agències parlamentàries, les Oficines del Parlament, els partits polítics parlamentaris, i els seus membres electes.
- .mil.nz – L'organització militar del govern de Nova Zelanda.
- .health.nz – Organitzacions sanitàries.

### Antics
També va existir el domini archie.nz, que era d'un motor de cerca Archie gestionat per la Universitat de Waikato fins a mitjans de la dècada dels 90.

## Programari i protocol de registre
El registre .nz utilitza programari de codi obert, que es publica periòdicament a SourceForge. El protocol que utilitza aquest programari porta incorporada la funció de no-repudiació, fent servir PGP, i, al contrari del registre ".com" no hi existeix el concepte de "tancar" dominis – transferir un domini només requereix saber un codi secret anomenat clau UDAI que s'envia durant el procés de registre (i s'ha de tornar a enviar gratuïtament si es demana). Això evita el segrest de dominis. El protocol es va desenvolupar al mateix temps que EPP, i degut a aquestes funcionalitats addicionals, ara s'estan ratificant com a RFC.

## Noms de domini māoris
El 22 de juliol de 2010, la comissió de noms de domini va anunciar que s'afegiria la possibilitat d'utilitzar noms de domini .nz amb vocals amb màcron (ā, ē, ī, ō and ū) per permetre que els mots en llengua maori es representessin correctament als noms de domini.